# سیارک ۶۵۷

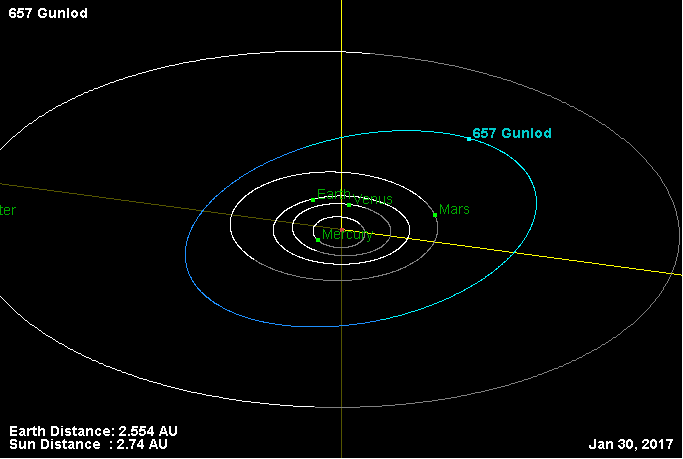
نمایی از محل قرارگیری سیارک ۶۵۷ در مدار – ۲۰۱۷

سیارک ۶۵۷ (به انگلیسی: 657 Gunlod، نامگذاری:1908BV) ششصد و پنجاه و هفتمین سیارک کشف شده‌است که در ۲۳ ژانویه ۱۹۰۸ و در هایدلبرگ کشف شد.
قدر مطلق سیارک برابر ۱۰٫۹۳ است.